# Munte (Oost-Vlaanderen)
Munte is een dorp in de Belgische provincie Oost-Vlaanderen en een deelgemeente van Merelbeke-Melle, het was een zelfstandige gemeente tot aan de gemeentelijke herindeling van 1977. De naam van het dorp, voor het eerst vermeld in 990, is een verbasterde vorm van het Romaanse woord Montem (berg) en verwijst naar de heuvelrug waarop het dorp ligt. De heren van Munte waren een invloedrijk geslacht en zijn sinds het begin van de 11e eeuw (1012) vermeld in bronnen.
Naast de traditionele landbouwactiviteiten is dit dorp een residentiële plaats met weinig nijverheid. Vlak bij het dorp liggen de Makegemse bossen.
Adolf Neels (1911 - 2003), de broer van striptekenaar Marc Sleen was lange tijd pastoor te Munte.
Uit dit dorp kwam de Zweedse ridderlijke familie van Munthe (Axel Munthe, Anna Munthe-Norstedt). De stamvader van de familie was generaal-majoor Adam von Munthe (1509-1544), wiens zoon Louis (1520-1580) zich tot het lutheranisme bekeerde en rond 1580 naar Lübeck verhuisde.

## Demografische ontwikkeling
- Bronnen:NIS, Opm:1831 tot en met 1970=volkstellingen; 1976 = inwoneraantal op 31 december

## Bezienswaardigheden
- De nieuwe neoromaanse Sint-Bonifatiuskerk werd in 1867 in gebruik genomen op het huidige Munteplein. De inrichting is neogotisch maar er staan gebruiksvoorwerpen uit de voormalige kerk die stond langs de Torrekensstraat.
- Oud Kerkhof (Munte): de kerk langs de Torrekensstraat werd omwille van haar bouwvalligheid gesloopt maar het kerkhof bleef behouden. Op deze locatie was er reeds sprake van een kerk in 1129; in de 16e eeuw werd ze vervangen door een eenbeukige kerk. Anno 2017 staat er een grafkapel op een heuvel (calvarieberg genoemd) die hoogstwaarschijnlijk als motte diende en later als plek waar een of meerdere galgen waren opgesteld.
- Het klooster en school werd gebouwd in 1905 en de Zusters van Onze-Lieve-Vrouw-Visitatie (Visitandinnen) verzorgden er het onderwijs, met behulp van leken, tot eind juni 2002. Sedert september 2007 is de Steinerschool er gevestigd.
- Rechts van het klooster staat de pastorie. Deze werd gebouwd in 1783, vergroot in 1856 en voorzien van een nieuwe gevel in 1976.
- Het Kasteel van Zink dat teruggaat tot de middeleeuwen (1431). De huidige eigenaarsfamilie liet het kasteel en bijhorende hoeve eind 19e eeuw verbouwen door de Gentse architect Etienne Mortier (1857-1934). Het is ingeplant in een uitgestrekt bos dat langs de kant van Bottelare in zijn geheel kan bekeken worden.
- De roepsteen voor de afspanning Oud Munte op het Munteplein. Vanaf die steen werden belangrijke mededelingen bekendgemaakt.
- De betonnen bunkers die door de Belgen - voor 1940 - als verdedigingsgordel werden gebouwd tussen Kwatrecht en Astene en waarvan er in Munte alleen al 25 stuks staan. Ze waren onderdeel van de Tête de Pont de Gand of Bruggenhoofd Gent en speelden amper een rol in de gevechten.

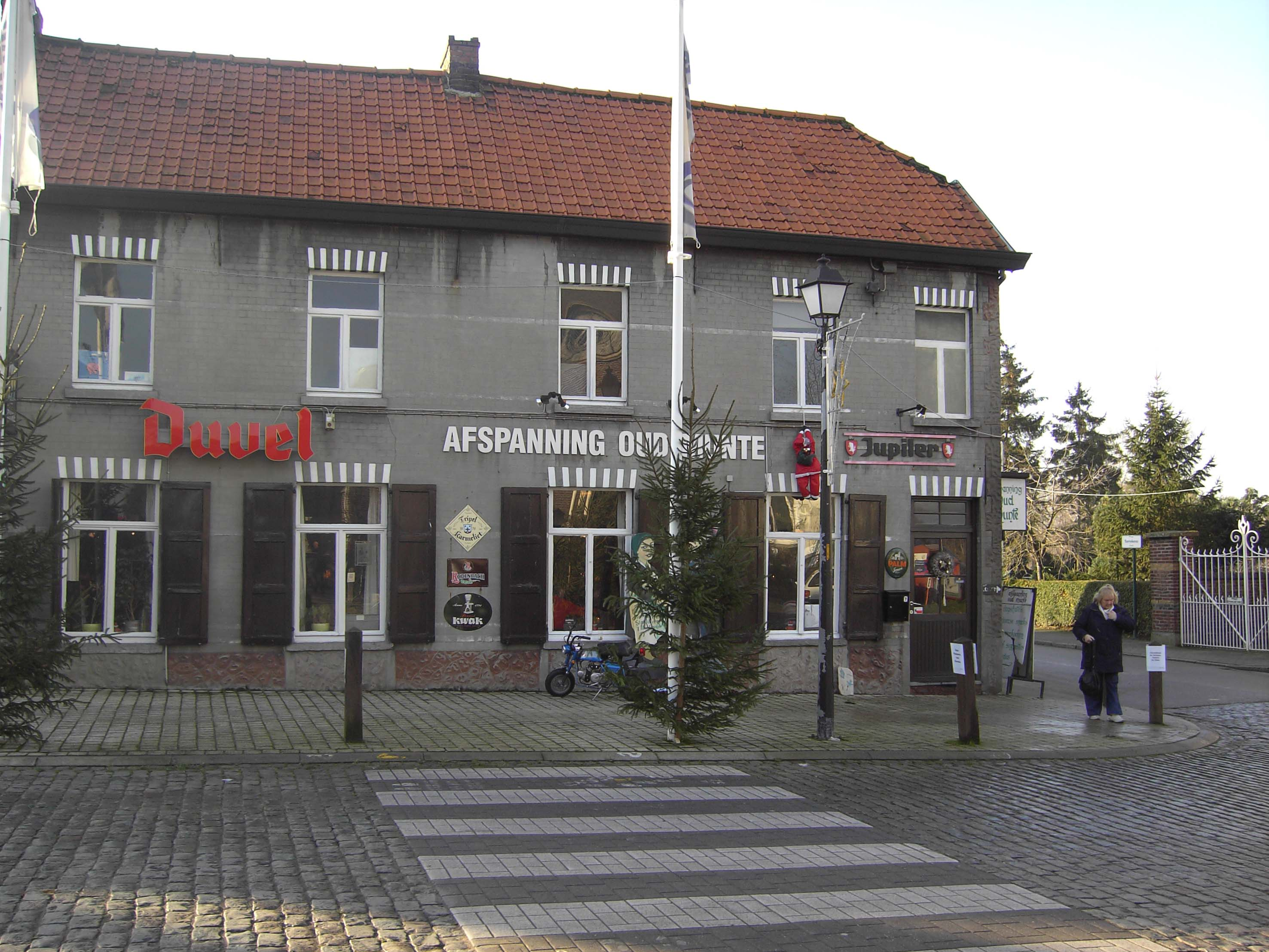
Voor deze eeuwenoude afspanning kwam de veldwachter de gemeentelijke en parochiale berichten afroepen, staande op een roepsteen
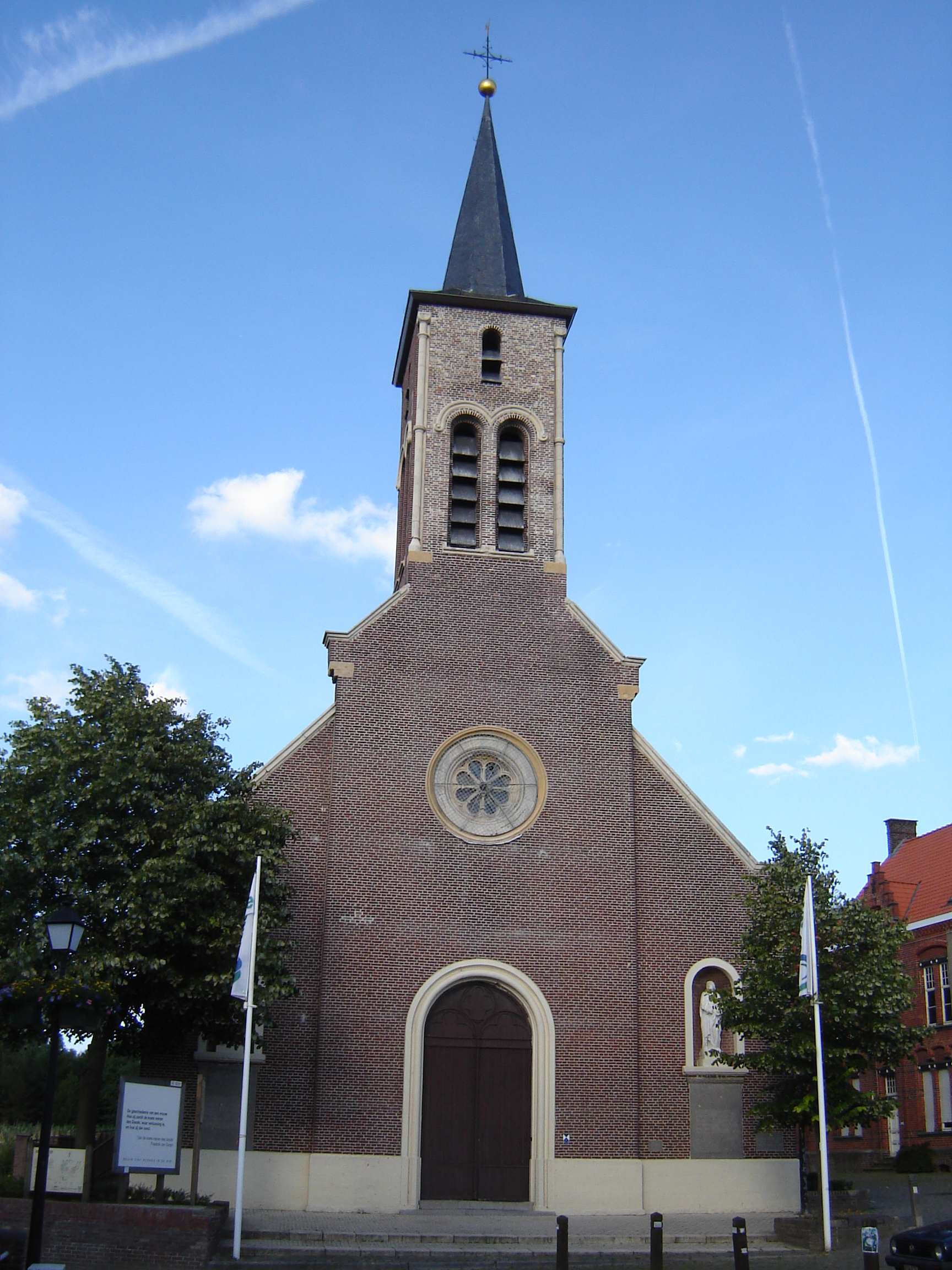
De huidige kerk dateert uit 1867
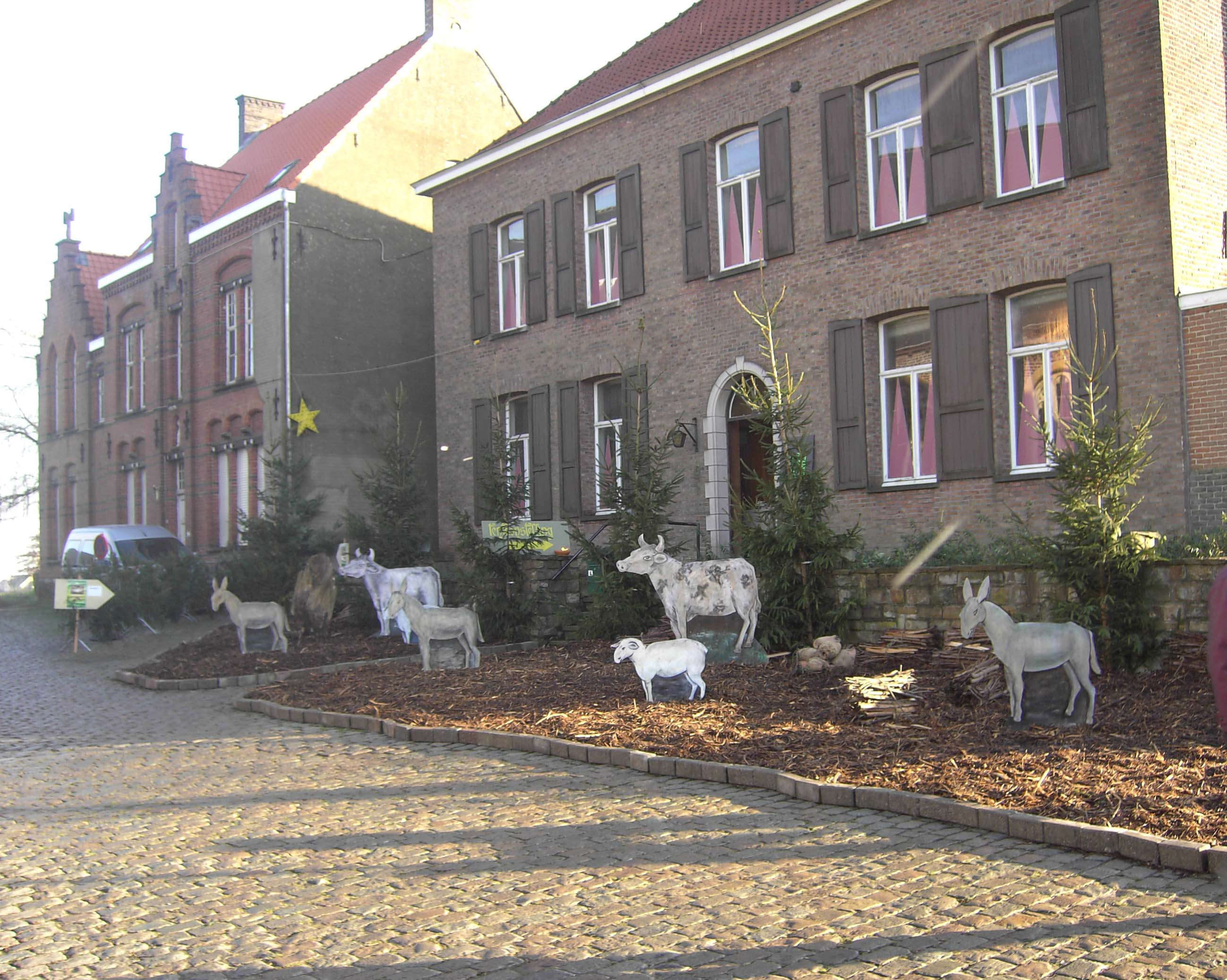
Links het klooster en rechts de pastorie
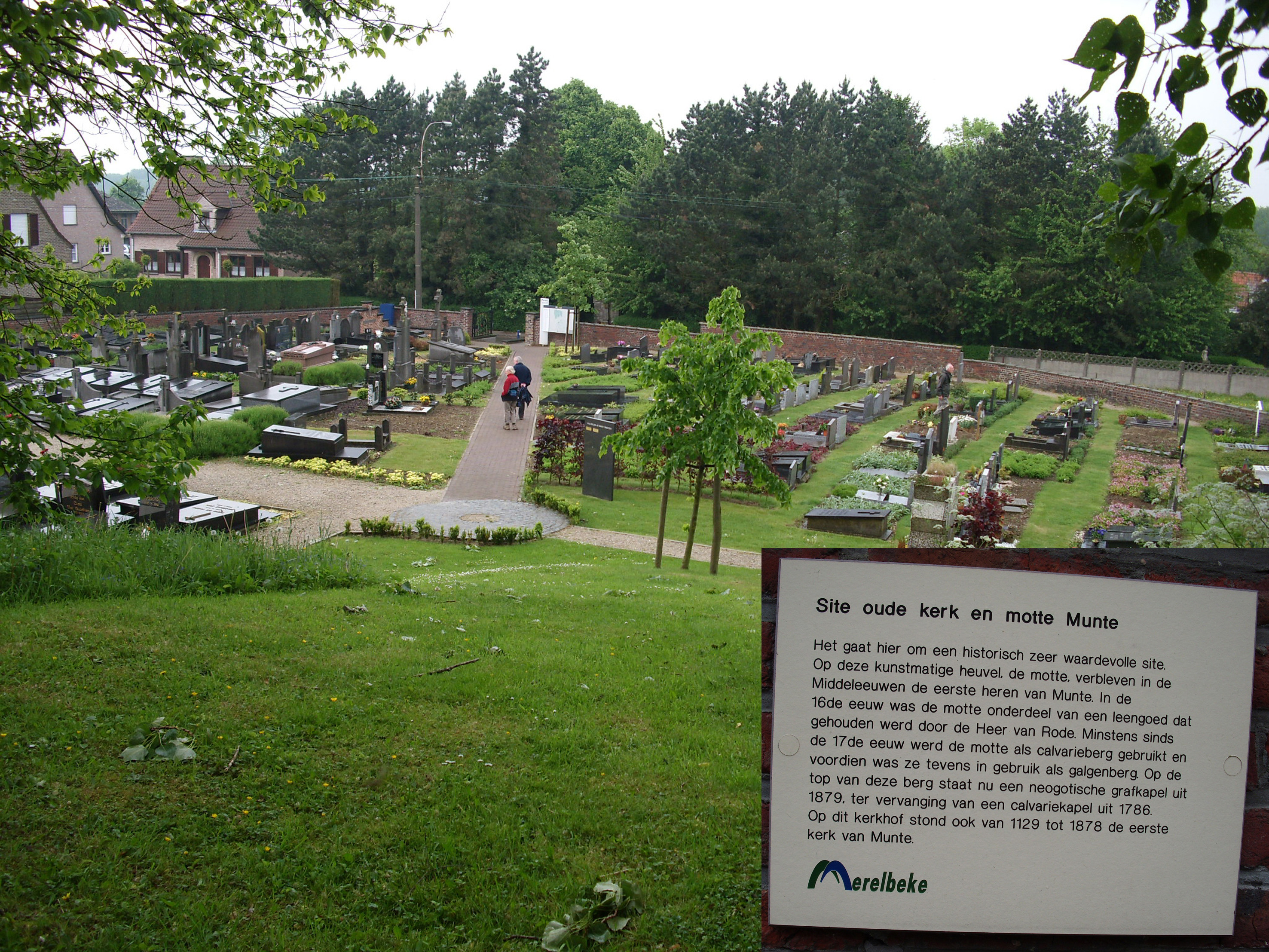
Het kerkhof van Munte; hier stond eeuwenlang de kerk van Munte
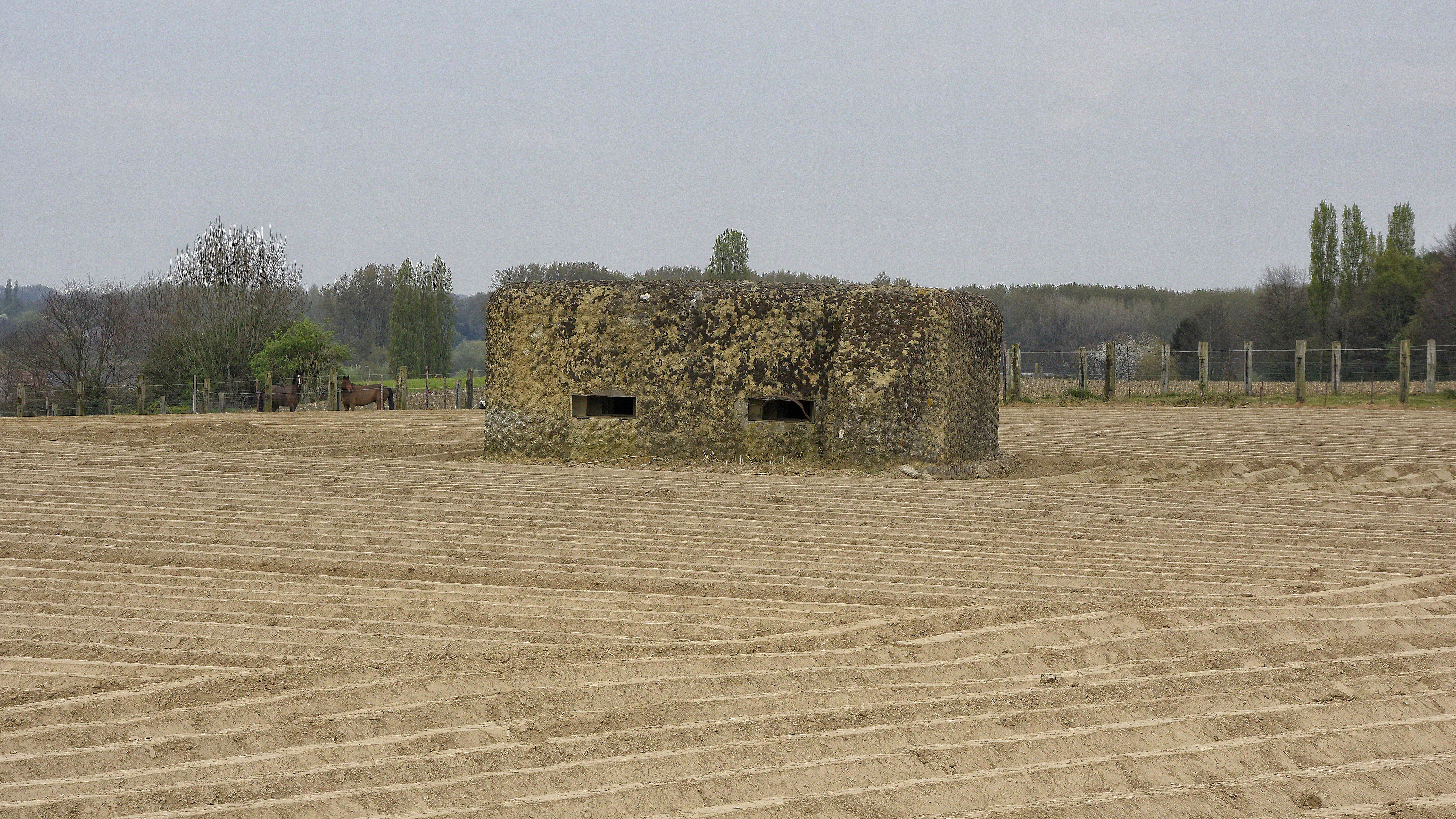
Een bunker van het Bruggenhoofd Gent te Munte
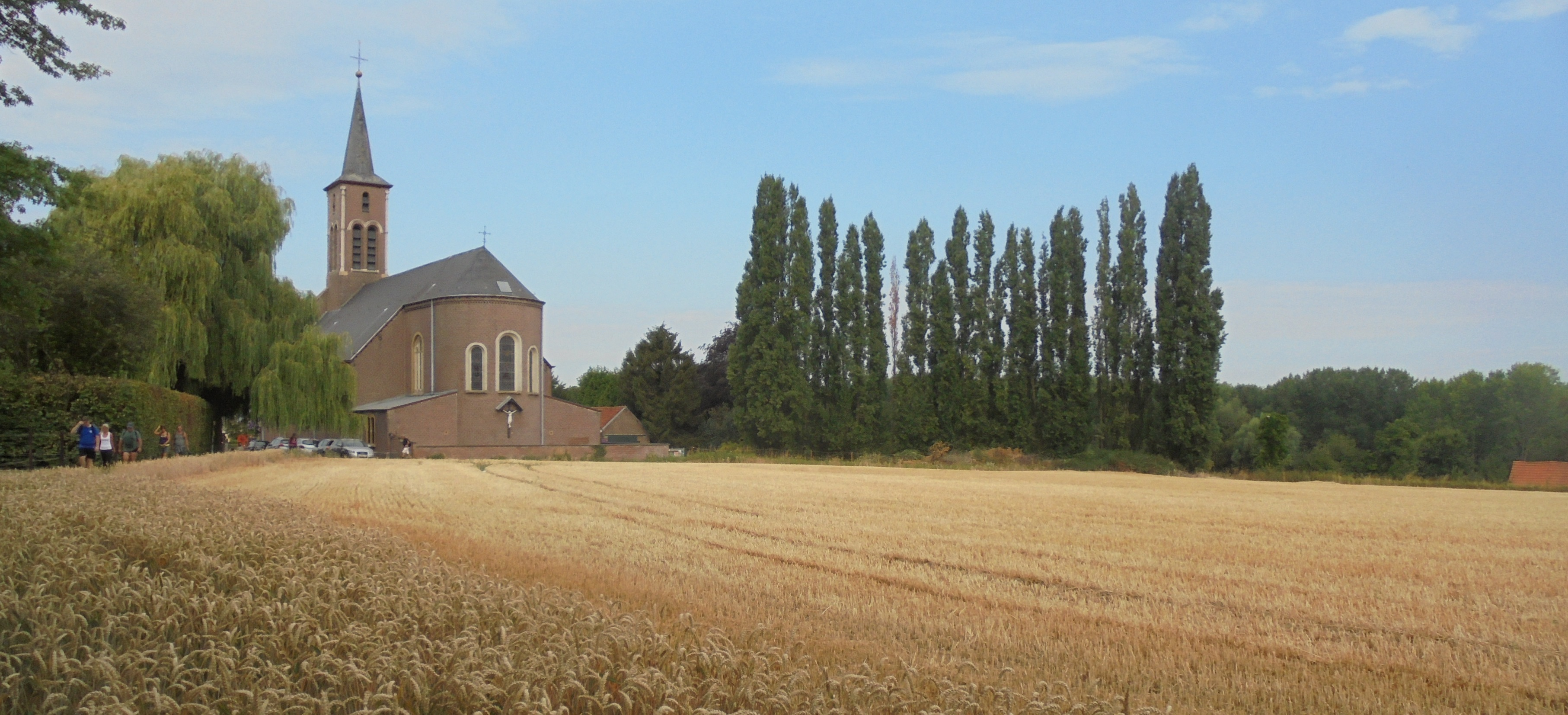
Gezicht op de Sint-Bonifatiuskerk

## Natuur en landschap
Munte ligt in zandig en zandlemig Vlaanderen en de hoogte bedraagt 22-53 meter. Ten noordwesten van Munte liggen de Makegemse bossen.

## Nabijgelegen kernen
Schelderode, Baaigem, Scheldewindeke, Moortsele, Bottelare